# Le Marais
Il Marais, solitamente chiamato, in modo erroneo Le Marais ([lə maʁɛ]), è un quartiere di Parigi situato sulla riva destra della Senna, a nord dell'Île Saint-Louis, diviso tra il III e il IV arrondissement di Parigi: attualmente, come definito dal plan de sauvegarde et de mise en valeur du Marais, il quartiere è delimitato dall'Hôtel de ville a ovest, dalla Senna a sud, da piazza della Bastiglia a est e da piazza della Repubblica a nord.

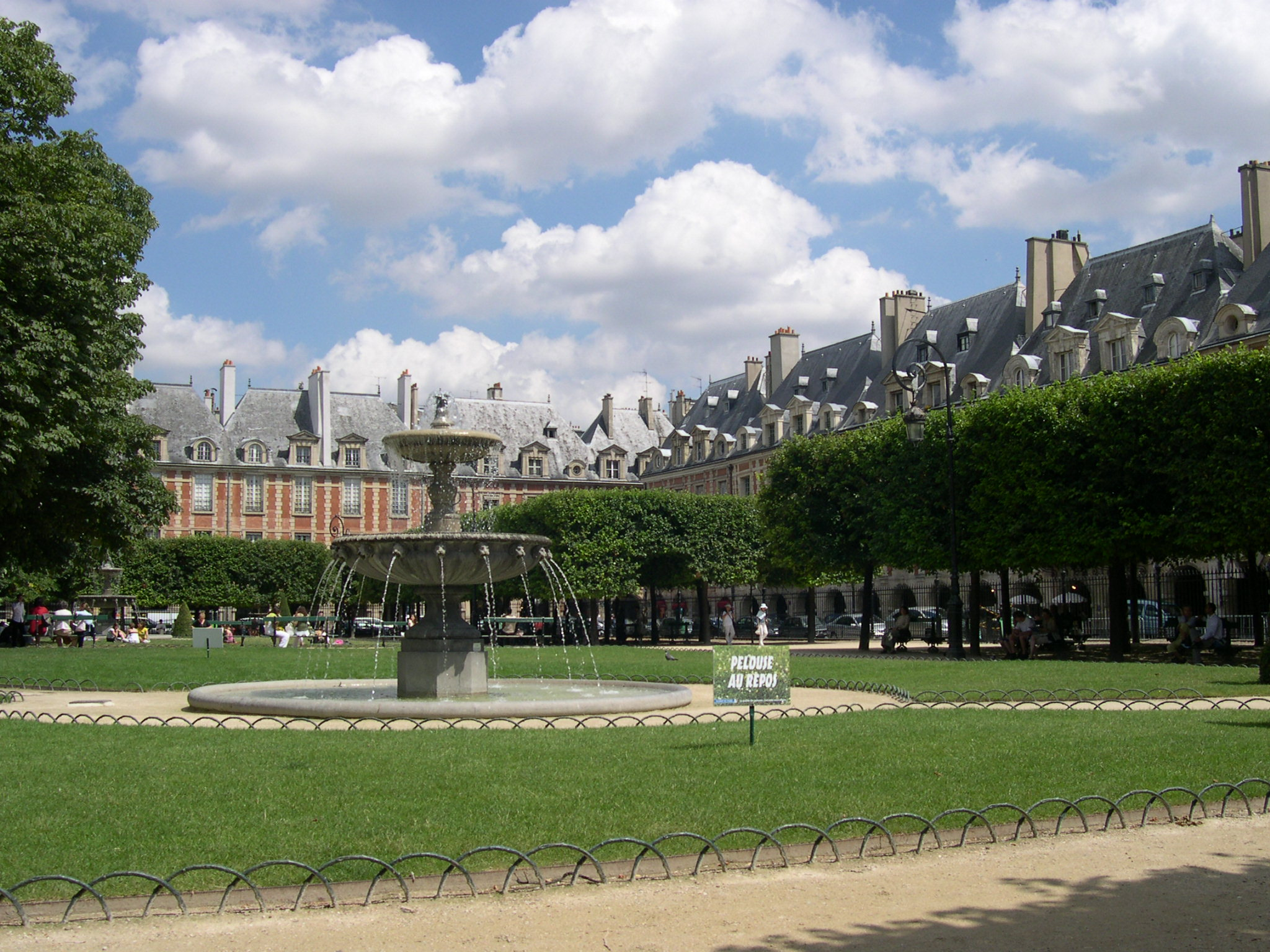
Place des Vosges.

Diversamente da quanto possa suggerire il nome (marais in francese significa infatti "palude"), la zona non era acquitrinosa, bensì molto fertile. Eventuali inondazioni da parte della Senna avvenivano nel vallone che dall'estremità orientale del Marais, dal canale S. Martino, prosegue ai grandi boulevard fino al ponte de l'Alma: questo altro non è che un lungo meandro abbandonato dal fiume probabilmente 10 000 anni fa, dato che, effettivamente, esistevano paludi tra Montmartre e il Monte di Santa Genoveffa intorno a 30-40 000 anni fa.

## Attualità

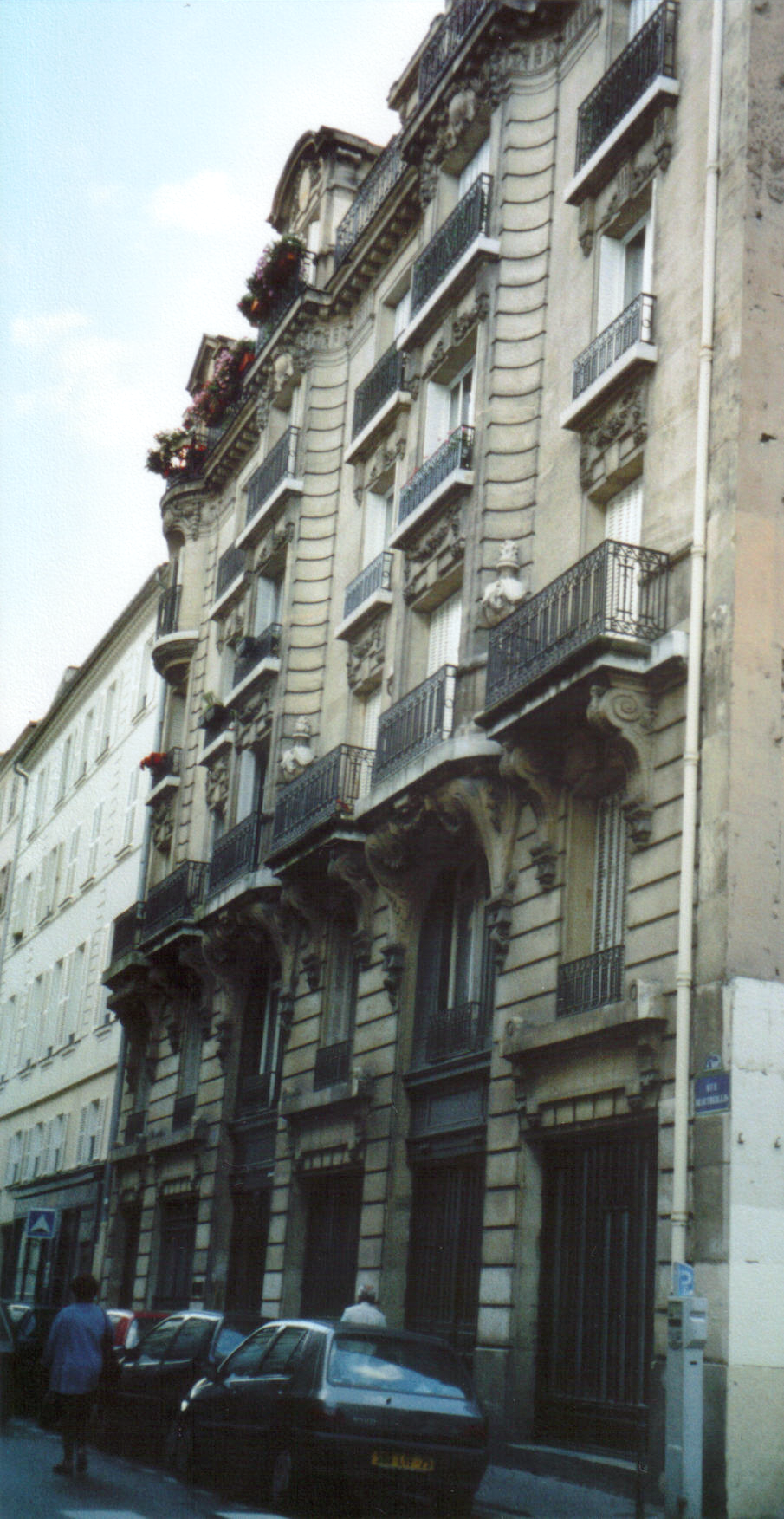
La casa abitata da Jim Morrison in Rue Beautreillis 17, nel Marais

Oggi è una delle poche zone centrali della città ad aver risentito solo in misura minore delle trasformazioni ottocentesche promosse dal barone Haussmann e ad aver mantenuto una parte consistente dell'architettura prerivoluzionaria. Nel corso della prima metà del XX secolo, l'avvio di alcune operazioni urbanistiche sembravano aver destinato il quartiere a una progressiva scomparsa. Ma le demolizioni indiscriminate si sono arrestate a partire dal 1964, allorché una porzione importante del Marais è stata definita "zona di salvaguardia" in virtù della legge Malraux del 1962 sulla protezione dei siti storici. Il successivo piano di salvaguardia e di valorizzazione del Marais, approvato nel 1993 e rivisto nel 2003, ha successivamente precisato la portata dei vincoli.
Le attrattive turistiche del quartiere lo rendono una delle zone più visitate della città: luogo probabilmente di maggior interesse del Marais è la piazza dei Vosgi, seicentesca piazza quadrangolare contornata da edifici in mattoni con un porticato alla base. Altri importanti punti di riferimento per i visitatori sono il museo Picasso e la sua collezione di opere del maestro spagnolo, il museo Carnavalet, che racconta la storia della città di Parigi tramite documenti e ricostruzioni, il museo dell'arte e della storia del Giudaismo, la Galerie Rouge, specializzata nella fotografia d'autore, e gli archivi nazionali. All'estremità sud del Marais, sulla riva della Senna, sorge l'Hôtel de Ville, il municipio della città ricostruito dopo la Comune del 1871. Inoltre il quartiere accoglie il celebre CNAM.
La zona del Marais, intorno alle vie des Rosiers, Vieille du Temple e Pavée, ospita una delle più importanti comunità ebraiche della città e nei negozi e nei ristoranti di questo angolo di quartiere si possono trovare specialità tipiche ebraiche. Nella rue Nôtre-Dame-de- Nazareth si trova la Sinagoga Nazareth.
Il Marais è uno tra i quartieri considerati più alla moda della città, grazie alle tante boutique di giovani stilisti emergenti e ai locali di tendenza che, negli ultimi anni, sono diventati anche il centro della vita omosessuale della capitale francese.